# Христо Златаров
Христо Георгиев Златаров (среща се и като Златарев) е виден български търговец, общественик и дарител от Македония.

## Биография
Роден е в 1845 година в българския южномакедонски град Кукуш. Баща му Георги Тенов Златаров е виден кукушки търговец и един от градските първенци по време на борбата против гръцкото духовенство, за църковнослужение и просвета на български език.
Христо Г. Златаров и брат му Димитър стават крупни търговци на прежди и платна – манифактурно производство, много силно развито в кукушкия край, като продукцията е продавана от търговците платнари надалеч, в Западна Македония, Албания, Босна и Херцеговина. Кузман Шапкарев пише, че по времето, когато е учителствувал в Струга, братята Златарови често са посещавали този район, и поставя Христо Г. Златаров редом до Нако Станишев по познаване на тези земи и тамошните хора. Христо и Димитър Златарови, въз основа на личните си впечатления от Кузман Шапкарев и работата му в стружкото училище, препоръчват на кукушани да го поканят за учител („на вращанието си в Кукуш възхвалявали и може би превишавали пред съгражданите си трудолюбието и успехите ми в стружкото училище“). Към тяхната препоръка се присъединява и Димитър Миладинов и така Кузман Шапкарев и жена му Елисавета Миладинова са канени, докато стават учители в Кукуш (1864).
Търговията на Христо и Димитър Златарови се разраства и те се преместват в Солун. Първи от солунските търговци те започват да внасят от чужбина европейски стоки и да конкурират гърците и евреите. Установяват обширни стопански връзки с Англия и Франция. Внасят памучни платове и прежди. В края на XIX век са сред най-богатите търговци в Солун. В проучването на Атанас Шопов от 1897 година за най-заможните българи в града (осемте търговци с капитал между 1000 и 30 000 турски лири) името на Христо Златаров е на второ място след Хаджимишеви, а на Димитър е на шесто.
През годините името на Христо Златаров се споменава като дарител. За превръщането на българския параклис „Св. Кирил и Методий“ в църква през 1881 година той дарява 300 зл. гр. В началото на XX век е дарител, както и брат му,  на Фонд „Милосърдие“ на Евтим Спространов. И двамата братя са дейци на солунската българска община още от ранните ѝ години.
Към 1907 година семейството на Христо Златаров, вече вдовец, се състои от синовете му Янак (роден в 1865 година, който по това време е търговец в Америка), Георги (роден 1870, семеен с жена Екатерина), Димитър (роден 1878, студент), Никола (роден 1887, търговец), дъщеря Екатерина (родена 1888, ученичка).